# Courtland (Mississippi)
Pour les articles homonymes, voir Courtland.
Courtland est une ville américaine située dans le comté de Panola, dans le Mississippi. Selon le recensement de 2020, sa population est de 470 habitants.